# روبرتو الارکون (بازیکن فوتبال، زاده ۱۹۹۸)
روبرتو الارکون (انگلیسی: Roberto Alarcón؛ زادهٔ ۲۱ آوریل ۱۹۹۸) بازیکن فوتبال اهل اسپانیا است.